# Hippeastrum scopulorum
Hippeastrum scopulorum är en amaryllisväxtart som beskrevs av John Gilbert Baker. Hippeastrum scopulorum ingår i släktet amaryllisar, och familjen amaryllisväxter.
Artens utbredningsområde är Bolivia. Inga underarter finns listade i Catalogue of Life.